# Склавини
Склавини или склавени (на гръцки: Σκλάβήνοι – Sklábēnoi, Σκλαύηνοι – Sklaúenoi, or Σκλάβίνοι – Sklabinoi, Σκλαβινίαι Sklaviniai; на латински: Sclaueni, Sclavi, Sclauini, or Sthlaueni – Sclaveni) е название, за образуваните от началото на VII век групи от славяни на територията или на границата на Византийската империя. Понякога името им транслирано от византийските източници се среща в историческата литература и като славини или славени.
Названието Склавини (Sklaviniai) (и други подобни на него) е въведено от края на 8 век във византийските източници. По-късно това название също се използвало за описание на териториите, владени или населени от славяни. Склавините (Sklaviniai) не притежавали често ясни граници и са отчасти толерирани от Византия и понякога временно приемани. Така са наричани понякога южните славяни.
Територията, заета от склавините, е означавана като Склавиния или Славиния.